# Stefano Chiapolino
Stefano Chiapolino est un sauteur à ski italien né le 6 juillet 1985

## Palmarès

### Championnats du monde
| Épreuve / Édition | Épreuve / Édition | Val di Fiemme 2003 | Oberstdorf 2005 |
| Petit Tremplin    | Petit Tremplin    | 44e                | 47e             |
| Grand Tremplin    | Grand Tremplin    |                    | 49e             |
| Par équipes       | PT                |                    | 15e             |
| Par équipes       | GT                | 10e                | 12e             |

### Championnats du monde de vol à ski
| Épreuve / Édition | Planica 2004 |
| Individuel        | 40e          |

### Coupe du monde
- Meilleur classement final: 72e en 2005.
- Meilleur résultat: 20e.